# Otto Urack
Otto Urack   (Berlín, 13 de maig de 1884 - Berlín, 11 de novembre de 1963) fou un violoncel·lista, pianista, director d'orquestra i compositor alemany. Es va fer conegut el 1923 com el primer músic a actuar en directe des d'un estudi de ràdio alemany.

## Biografia
Otto Urack va néixer a Berlín de pares hongaresos. Va aprendre el violoncel i el piano de petit. Va estudiar violoncel amb Robert Hausmann, harmonia i composició amb Engelbert Humperdinck i direcció i composició amb Max Bruch.
De 1903 a 1906 Otto Urack va treballar com a violoncel·lista solista a l'orquestra de la Royal Court Opera de Berlín. El 1906 va ser nomenat violoncel·lista solista de l'orquestra del Festival de Bayreuth. El 1906, Otto Urack va dirigir el Berliner Symphoniker en interpretacions de les seves pròpies obres, inclosa la Fantasy for Orchestra No. 72. El 1911 va ser nomenat director de l'orquestra d'òpera Barmen-Elberfeld (ara Wuppertal). A la temporada 1912/1913, Urack va aparèixer amb l'Orquestra Simfònica de Boston sota la direcció de Karl Muck com a director assistent i com a violoncel·lista codirector al costat del violoncel·lista principal Heinrich Warnke. A partir de la següent temporada de concerts, Urack va dirigir els concerts de la Boston Pops Orchestra. El 1914 va dirigir la seva Simfonia núm. 1 en mi, Op. 14 amb l'Orquestra Simfònica de Boston. Urack també va exercir com a violoncel·lista co-principal de l'Orquestra Simfònica de Boston fins al final de la temporada 1913/1914.
Fins i tot abans de la Primera Guerra Mundial, Otto Urack va tornar a Alemanya. A Berlín, abans de la Primera Guerra Mundial, va treballar com a director de la Royal Opera Orchestra. Després de la guerra, va treballar fins a principis de la dècada de 1920 juntament amb Leo Blech (1871–1958) i Fritz Stiedry a l'òpera, que ara va ser rebatejada com a Òpera Estatal de Berlín. A principis de la dècada de 1920 va interpretar amb freqüència música de cambra i va acompanyar a cantants principals en concerts al piano.
El 1923, com a director de l'Orquestra Simfònica de Vox, va fer un enregistrament de la 5a Simfonia de Beethoven (a VOX 01269-72). Això va ser seguit per enregistraments d'altres obres de música de cambra per al segell Vox juntament amb Karl Dechert i Rudolf Deman.
Otto Urack va ser el primer músic que va fer les delícies dels oients de ràdio en directe des d'un estudi de radiodifusió alemany. El 29 d'octubre de 1923 es va emetre un concert d'una hora de durada amb obres de Mozart, Beethoven, Schumann, Mendelssohn, Txaikovski, Saint-Saëns i Kreisler, en part basat en enregistraments de goma laca i en part en directe d'Otto Urack (violoncel), acompanyat de Fritz. Goldschmidt (piano) va ser denegat de l'estudi. Els dos músics van tocar un Andantino de Fritz Kreisler. Al cap d'un temps va reunir un conjunt d'uns 25 músics al seu voltant i va emetre la primera música orquestral per a la ràdio alemanya des de la Voxhaus de Berlín a través d'un únic micròfon d'emissió.
Urack també va treballar com a compositor. El 1924 va escriure la música de l'opereta en tres actes "Mister Globetrotter" basada en el llibret de Günther Bibo. Es va estrenar al "Deutsches Theater" de Berlín. Altres composicions inclouen la comèdia musical "The Galoshes of Happiness" basada en un llibre de Klaus Richter (1934) i l'opereta en tres actes "Anca-Maria" (també: "Rote Rosen") d'Erich Arlt (1937).
Otto Urack es va traslladar més tard a Dresden. i va treballar allà com a director de la "Saxon State Orchestra" als anys trenta. A la dècada de 1930 també va compondre algunes partitures de pel·lícules.
Otto Urack portava el títol honorífic de virtuós de la cambra.